# Vitrectomía
La vitrectomía  es un procedimiento quirúrgico, mediante el cual se extrae el humor vítreo de un ojo y se sustituye, generalmente, con un gas, líquido o aceite de silicón. Este procedimiento se utiliza para el tratamiento de padecimientos oculares que afectan la visión, como el desprendimiento de retina, la hemorragia vítrea, el agujero macular y en defectos como las miodesopsias.